# Segunda fase da Copa Sul-Americana de 2017
A segunda fase da Copa Sul-Americana de 2017 foi disputada entre 27 de junho a 9 de agosto. Participaram as 22 equipes classificadas da fase anterior mais as dez equipes transferidas da Copa Libertadores, com os vencedores de cada chave classificando-se para as oitavas de final.
As equipes se enfrentaram em jogos eliminatórios de ida e volta, classificando-se a que somasse o maior número de pontos. Em caso de igualdade em pontos, a regra do gol marcado como visitante seria utilizada para o desempate. Persistindo o empate, a vaga seria definida em disputa por pênaltis.

## Sorteio
Os cruzamentos entre as equipes para essa fase foi realizada através de sorteio no Centro de Convenções da CONMEBOL em Luque, no Paraguai, em 14 de junho.
No Pote 1 estavam as dez equipes eliminadas da Copa Libertadores (as oito que finalizaram em terceiro lugar na fase de grupos e as duas melhores eliminadas da terceira fase) mais os seis melhores da fase anterior da Copa Sul-Americana. No Pote 2 estavam as restantes 16 equipes classificadas da primeira fase.
| Pote 1 | Pote 2 |
| --- | --- |
| Estudiantes Atlético Tucumán Flamengo Chapecoense Deportes Iquique Independiente Medellín Santa Fe Junior de Barranquilla Libertad Olimpia Sol de América Arsenal de Sarandí Universidad Católica Corinthians Boston River LDU Quito | Cerro Porteño Racing Independiente Oriente Petrolero Nacional Potosí Huracán Fluminense Fuerza Amarilla Sport Nacional Deportivo Cali Bolívar Patriotas Palestino Ponte Preta Defensa y Justicia |

## Resultados
| Chave | Equipe 1           | Total       | Equipe 2               | Ida | Volta |
| ----- | ------------------ | ----------- | ---------------------- | --- | ----- |
| O1    | Racing             | 6–3         | Independiente Medellín | 3–1 | 3–2   |
| O2    | Deportivo Cali     | 2–2 (2–3 p) | Junior de Barranquilla | 1–1 | 1–1   |
| O3    | Palestino          | 2–10        | Flamengo               | 2–5 | 0–5   |
| O4    | Nacional Potosí    | 0–3         | Estudiantes            | 0–1 | 0–2   |
| O5    | Independiente      | 6–3         | Deportes Iquique       | 4–2 | 2–1   |
| O6    | Bolívar            | 1–1 (5–6 p) | LDU Quito              | 1–0 | 0–1   |
| O7    | Ponte Preta        | 4–1         | Sol de América         | 1–0 | 3–1   |
| O8    | Fuerza Amarilla    | 1–2         | Santa Fe               | 1–1 | 0–1   |
| O9    | Huracán            | 1–7         | Libertad               | 1–5 | 0–2   |
| O10   | Sport              | 3–2         | Arsenal de Sarandí     | 2–0 | 1–2   |
| O11   | Fluminense         | 6–1         | Universidad Católica   | 4–0 | 2–1   |
| O12   | Oriente Petrolero  | 2–6         | Atlético Tucumán       | 2–3 | 0–3   |
| O13   | Nacional           | 3–3 (gf)    | Olimpia                | 1–1 | 2–2   |
| O14   | Defensa y Justicia | 1–1 (2–4 p) | Chapecoense            | 1–0 | 0–1   |
| O15   | Cerro Porteño      | 6–2         | Boston River           | 2–1 | 4–1   |
| O16   | Patriotas          | 1–3         | Corinthians            | 1–1 | 0–2   |

Todas as partidas estão no horário local.

### Chave O1
| 29 de junho   | Racing                                   | 3 – 1     | Independiente Medellín | Estádio El Cilindro, Avellaneda                                  |
| 21:45 (UTC−3) | Barbieri 15' · Fernández 23' · Acuña 56' | Relatório | Toloza 46'             | Público: 22 000[carece de fontes?] Árbitro: BRA Anderson Daronco |

| 27 de julho   | Independiente Medellín | 2 – 3     | Racing                                         | Estádio Atanasio Girardot, Medellín                            |
| 19:45 (UTC−5) | Castro 4', 24'         | Relatório | González 45' · Cuadra 61' (pen) · Mansilla 90' | Público: 21 219[carece de fontes?] Árbitro: PAR Ulises Mereles |

### Chave O2
| 13 de julho   | Deportivo Cali | 1 – 1     | Junior de Barranquilla | Estádio Deportivo Cali, Palmira                               |
| 19:45 (UTC−5) | Benedetti 36'  | Relatório | Chará 73'              | Público: 15 000[carece de fontes?] Árbitro: ARG Néstor Pitana |

| 3 de agosto   | Junior de Barranquilla | 1 – 1     | Deportivo Cali | Estádio Metropolitano, Barranquilla                           |
| 19:45 (UTC−5) | Ovelar 56' (pen)       | Relatório | Sambueza 32'   | Público: 29 501[carece de fontes?] Árbitro: CHI Roberto Tobar |

|                                           |       | Penalidades                           |  |
| Barrera Chará Pico Escalante T. Gutiérrez | 3 – 2 | Pérez Amaya Giraldo Orejuela Moiraghi |  |

### Chave O3
| 5 de julho    | Palestino            | 2 – 5     | Flamengo                                                                                 | Estádio San Carlos de Apoquindo, Santiago                         |
| 20:45 (UTC−4) | Romo 49' · Vidal 56' | Relatório | Réver 46' · Berrío 58' · Leandro Damião 60' · Rafael Vaz 81' · Éverton Ribeiro 88' (pen) | Público: 2 500[carece de fontes?] Árbitro: ARG Fernando Rapallini |

| 9 de agosto   | Flamengo                                                                                     | 5 – 0     | Palestino | Estádio Ilha do Urubu, Rio de Janeiro                       |
| 21:45 (UTC−3) | Felipe Vizeu 3' · Geuvânio 9' · Éverton Ribeiro 41' · Willian Arão 43' · Vinícius Júnior 72' | Relatório |           | Público: 6 007[carece de fontes?] Árbitro: COL Andrés Rojas |

### Chave O4
| 13 de julho   | Nacional Potosí | 0 – 1     | Estudiantes   | Estádio Víctor Agustín Ugarte, Potosí                        |
| 18:15 (UTC−4) |                 | Relatório | Rodríguez 79' | Público: 2 000[carece de fontes?] Árbitro: COL Wilmar Roldán |

| 3 de agosto   | Estudiantes             | 2 – 0     | Nacional Potosí | Estádio Ciudad de La Plata, La Plata |
| 19:15 (UTC−3) | Pavone 45+1' (pen), 71' | Relatório |                 | Árbitro: URU Leodán González         |

### Chave O5
| 12 de julho   | Independiente                                          | 4 – 2     | Deportes Iquique                       | Estádio Libertadores de América, Avellaneda                     |
| 21:45 (UTC−3) | Franco 21' · Barco 34' · Fernández 40' · Domínguez 44' | Relatório | Bielkiewicz 75' (pen) · Espinoza 90+1' | Público: 20 000[carece de fontes?] Árbitro: PAR Enrique Cáceres |

| 2 de agosto   | Deportes Iquique | 1 – 2     | Independiente             | Estádio Zorros del Desierto, Calama                          |
| 20:45 (UTC−4) | Villalobos 7'    | Relatório | Meza 27' · Albertengo 81' | Público: 2 137[carece de fontes?] Árbitro: BRA Raphael Claus |

### Chave O6
| 12 de julho   | Bolívar  | 1 – 0     | LDU Quito | Estádio Hernando Siles, La Paz                                 |
| 18:15 (UTC−4) | Arce 52' | Relatório |           | Público: 20 000[carece de fontes?] Árbitro: ARG Mauro Vigliano |

| 2 de agosto   | LDU Quito       | 1 – 0     | Bolívar | Estádio Casa Blanca, Quito |
| 17:15 (UTC−5) | Salaberry 90+3' | Relatório |         | Árbitro: PAR Éber Aquino   |

|                                                            |       | Penalidades                                         |  |
| Cárdenas Cevallos Salaberry Anangonó Barcos Cangá Intriago | 6 – 5 | Arce Ferreira Riquelme Raldes Dituro Prieto Pedraza |  |

### Chave O7
| 29 de junho   | Ponte Preta       | 1 – 0     | Sol de América | Estádio Moisés Lucarelli, Campinas                         |
| 19:15 (UTC−3) | Emerson Sheik 89' | Relatório |                | Público: 4 503[carece de fontes?] Árbitro: VEN José Argote |

| 26 de julho   | Sol de América | 1 – 3     | Ponte Preta                        | Estádio Luis Alfonso Giagni, Villa Elisa                        |
| 18:15 (UTC−4) | Toledo 11'     | Relatório | Jádson 8' · Lucca 45+1', 53' (pen) | Público: 4 500[carece de fontes?] Árbitro: COL Wilson Lamouroux |

### Chave O8
| 27 de junho   | Fuerza Amarilla | 1 – 1     | Santa Fe    | Estádio Modelo Alberto Spencer, Guaiaquil                  |
| 19:45 (UTC−5) | Cano 12' (pen)  | Relatório | Mosquera 7' | Público: 5 000[carece de fontes?] Árbitro: PAR Éber Aquino |

| 25 de julho   | Santa Fe  | 1 – 0     | Fuerza Amarilla | Estádio El Campín, Bogotá                                        |
| 19:45 (UTC−5) | López 90' | Relatório |                 | Público: 10 000[carece de fontes?] Árbitro: BRA Anderson Daronco |

### Chave O9
| 11 de julho   | Huracán      | 1 – 5     | Libertad                                                  | Estádio Tomás Adolfo Ducó, Buenos Aires                          |
| 19:15 (UTC−3) | González 88' | Relatório | Ó. Cardozo 3', 28' · Salcedo 57', 84' (pen) · Bareiro 63' | Público: 20 000[carece de fontes?] Árbitro: BRA Wagner Magalhães |

| 1 de agosto   | Libertad                  | 2 – 0     | Huracán | Estádio Dr. Nicolás Leoz, Assunção |
| 18:15 (UTC−4) | Recalde 48' · Salcedo 58' | Relatório |         | Árbitro: PER Michael Espinoza      |

### Chave O10
| 6 de julho    | Sport          | 2 – 0     | Arsenal de Sarandí | Estádio Ilha do Retiro, Recife                             |
| 21:45 (UTC−3) | André 54', 72' | Relatório |                    | Público: 7 694[carece de fontes?] Árbitro: BOL Gery Vargas |

| 27 de julho   | Arsenal de Sarandí           | 2 – 1     | Sport     | Estádio Julio Humberto Grondona, Sarandí                        |
| 19:15 (UTC−3) | Brunetta 43' · Contreras 64' | Relatório | André 82' | Público: 2 000[carece de fontes?] Árbitro: VEN Jesús Valenzuela |

### Chave O11
| 29 de junho   | Fluminense                                                     | 4 – 0     | Universidad Católica | Estádio do Maracanã, Rio de Janeiro                             |
| 21:45 (UTC−3) | Henrique Dourado 26', 44' (pen) · Richarlison 28' · Wendel 54' | Relatório |                      | Público: 12 373[carece de fontes?] Árbitro: COL Gustavo Murillo |

| 26 de julho   | Universidad Católica | 1 – 2     | Fluminense                                | Estádio Olímpico Atahualpa, Quito                          |
| 17:15 (UTC−5) | Cifuentes 17'        | Relatório | Henrique Dourado 38' · Marlon Freitas 60' | Público: 500[carece de fontes?] Árbitro: ARG Darío Herrera |

### Chave O12
| 11 de julho   | Oriente Petrolero | 2 – 3     | Atlético Tucumán                           | Estádio Ramón Tahuichi Aguilera, Santa Cruz                     |
| 20:45 (UTC−4) | Freitas 1', 87'   | Relatório | Rodríguez 63' · Bianchi 71' · Zampedri 88' | Público: 15 000[carece de fontes?] Árbitro: ECU Juan Albarracín |

| 1 de agosto   | Atlético Tucumán        | 3 – 0     | Oriente Petrolero | Estádio José Fierro, San Miguel de Tucumán                   |
| 21:45 (UTC−3) | Rodríguez 44', 50', 83' | Relatório |                   | Público: 25 000[carece de fontes?] Árbitro: BRA Sandro Ricci |

### Chave O13
| 12 de julho   | Nacional       | 1 – 1     | Olimpia      | Estádio Defensores del Chaco, Assunção                       |
| 20:45 (UTC−4) | A. Bareiro 15' | Relatório | González 19' | Público: 25 000[carece de fontes?] Árbitro: BRA Sandro Ricci |

| 2 de agosto   | Olimpia                     | 2 – 2     | Nacional                               | Estádio Defensores del Chaco, Assunção                         |
| 20:45 (UTC−4) | Otálvaro 25' · González 48' | Relatório | F. Bareiro 41' · Salgueiro 90+6' (pen) | Público: 32 000[carece de fontes?] Árbitro: BRA Wilton Sampaio |

### Chave O14
| 28 de junho   | Defensa y Justicia | 1 – 0     | Chapecoense | Estádio Norberto Tomaghello, Florencio Varela             |
| 19:15 (UTC−3) | Stefanelli 90+4'   | Relatório |             | Público: 5 000[carece de fontes?] Árbitro: PER Diego Haro |

| 25 de julho   | Chapecoense       | 1 – 0     | Defensa y Justicia | Arena Condá, Chapecó                                             |
| 19:15 (UTC−3) | Túlio de Melo 24' | Relatório |                    | Público: 11 324[carece de fontes?] Árbitro: URU Daniel Fedorczuk |

|                                                          |       | Penalidades                         |  |
| Luiz Antônio Wellington Paulista Fabrício Bruno Lourency | 4 – 2 | Jérez Silva Fredes Bareiro González |  |

### Chave O15
| 11 de julho   | Cerro Porteño           | 2 – 1     | Boston River | Estádio Defensores del Chaco, Assunção                           |
| 20:45 (UTC−4) | Oviedo 75' · Molina 78' | Relatório | Foliados 12' | Público: 24 000[carece de fontes?] Árbitro: VEN Jesús Valenzuela |

| 26 de julho   | Boston River      | 1 – 4     | Cerro Porteño                                             | Estádio Gran Parque Central, Montevidéu |
| 21:45 (UTC−3) | Fe. Rodríguez 78' | Relatório | Rojas 21' (pen) · Ortigoza 46' · Aguilar 52' · Candia 67' | Árbitro: PER Víctor Carrillo            |

### Chave O16
| 28 de junho   | Patriotas | 1 – 1     | Corinthians    | Estádio La Independencia, Tunja                                     |
| 19:45 (UTC−5) | Gómez 30' | Relatório | Balbuena 90+1' | Público: 15 000[carece de fontes?] Árbitro: PAR Mario Díaz de Vivar |

| 26 de julho   | Corinthians                 | 2 – 0     | Patriotas | Arena Corinthians, São Paulo                                  |
| 21:45 (UTC−3) | Balbuena 27' · Pedrinho 90' | Relatório |           | Público: 34 808[carece de fontes?] Árbitro: CHI Roberto Tobar |